# 滇印小囊兰
滇印小囊兰（学名：Micropera mannii）是兰科小囊兰属的一种兰花，分布于印度、越南和中国云南及西藏地区。

## 特征描述
滇印小囊兰是一种附生攀援植物，茎圆柱形，疏生多叶。叶呈2列，线状披针形，基部具鞘。
总状花序与叶近对生，多花。花苞片小，三角形。中萼片椭圆形至倒卵形，直立，白色，先端钝；侧萼片倒卵形，白色，较中萼片长而窄，先端圆钝或微凹；花瓣倒卵形，白色，先端圆钝或微凹；唇瓣深囊状，与蕊柱呈直角，囊呈淡黄色，基部具爪，爪呈紫红色，距口具2枚截短、直立的侧裂片，侧裂片三角形；中裂片较大，卵形；蕊柱白色带紫红，蕊喙鸟嘴状。花期为6-7月。